# Andrea Vitaliani
Giovanni Andrea Vitaliani (o Vitaliano o  Vitagliano; Longone, 23 luglio 1761 – Napoli, 20 luglio 1799) è stato un patriota, rivoluzionario e orologiaio italiano.

## Biografia
Suddito del Regno di Napoli, di professione orologiaio, trasferitosi a Napoli col fratello Vincenzo, nel dicembre 1792 fu uno dei napoletani che incontrarono l'ammiraglio francese Latouche-Tréville. Dagli incontri con gli ufficiali francesi prese avvio una vera attività cospirativa formalizzata nella nascita della "Società Patriottica Napoletana" (agosto 1793), un'associazione simpatizzante della rivoluzione francese strutturata sul modello delle logge massoniche, con una gerarchia di gradi tale che la conoscenza dei segreti era riservata solo ai vertici.
Nei mesi successivi Andrea e Vincenzo si impegnarono molto nella propaganda e nella divulgazione della costituzione francese del 1793. Nel febbraio 1794 Andrea Vitaliani partecipò al dibattito sulla mancata nomina di un organismo direttivo che coordinasse i molti piccoli "club elementari" sorti negli ultimi mesi del 1793 e procedesse verso la rivoluzione armata. Il 20 febbraio 1794 Vitaliani costituì l'ala sinistra della neocostituita Società rivoluzionaria, detta "ROMO" ("Repubblica O MOrte"), con l'obiettivo della rivoluzione immediata, in contrapposizione alla componente più moderata detta "LOMO" ("Libertà O MOrte"). Col Vitaliani il "ROMO" si impegnò in un'opera di proselitismo fra gli appartenenti alle classi popolari, invero non sempre coronata da successo. Nonostante l'indifferenza del popolo, Vitaliani nel marzo 1794 organizzò una congiura per l'assalto ai castelli di Napoli e rovesciare la monarchia borbonica; ma per colpa dell'imprudenza di Vincenzo Vitaliani, che rivelò i particolari a un certo Donato Froncillo, scambiandolo per un rivoluzionario, il 21 marzo 1794 la congiura fu scoperta: vennero eseguiti i primi arresti a cui ne seguirono numerosi altri per le confessioni e le delazioni dei primi arrestati (Pietro De Falco, Annibale Giordano, Vincenzio Russo, Antonio Jerocades, Vincenzo Vitaliani e forse Vincenzo Galiani). Andrea Vitaliani riuscì a evitare l'arresto con la fuga perché Luigi de' Medici di Ottajano, reggente della Gran Corte della Vicaria, essendo già stato arrestato il fratello Vincenzo che presumibilmente sarebbe stato condannato a morte, non volle che fossero arrestati tutti e due i fratelli Vitaliani. Il processo, iniziato il 15 agosto 1794, venne condotto con rito abbreviato previsto dalla formula "ad modum belli et per horas"; il 3 ottobre 1794 furono condannati a morte, e la sentenza eseguita per impiccagione il 18 ottobre 1794, tre aderenti al "ROMO" (Vincenzo Galiani, Vincenzo Vitaliani ed Emanuele De Deo), scelti probabilmente a caso per dare un esempio. Andrea fu invece esule a Genova.
Ritornò a Napoli assieme al generale Championnet il 5 dicembre 1798. Il 23 gennaio 1799 (4 piovoso del nuovo calendario), con decreto di Championnet, e fece parte della Municipalità durante il governo provvisorio e costituente della Repubblica Partenopea. Catturato con la riconquista di Napoli da parte delle forze sanfediste (15 giugno 1799) fu impiccato il 20 luglio 1799.